# 小行星8153
小行星8153（英語：8153）是一颗围绕太阳公转的小行星。1986年11月25日，安東寧·姆爾科斯在克列特发现了此天体。
这颗小行星的绝对星等为16.32823476469193等。